# Стрёмёй, Марит
Марит Стрёмёй (норв. Marit Strømøy; род. 25 сентября 1996, Тёнсберг)  — норвежская спортсменка-гонщик водно-моторной Формулы-1, выступающая за команду Emic Racing Team.

## Карьера
Марит Стрёмёй начала выступать в водно-моторной Формуле-1 за команду Ф1 Швеция. В первом сезоне Марит Стрёмёй участвовала в четырёх гонках, и набрала 3 очка. В следующем сезоне Марит перешла в итальянскую команду Rainbow Team, она участвовала в 6 гонках, в 4 из них Марит Стрёмёй ни разу не финишировала, а в двух других не стартовала. В сезонах 2009-2010 Марит выступала за команду Team Azerbaijan. В 2011 году Марит Стрёмёй выступала за команду Team Nautica и по итогам трёх гонок набирала очки. В 2012 году, по итогам сезона Марит стала 13. В следующем сезоне Марит Стрёмёй стала 8 по итогам сезона, в 4 гонках набирала очки. В 2014 году Марит заняла по итогам сезона 13-й. В следующем сезоне Марит Стрёмёй по итогам сезона стала 5-м, а в последней гонке победила.